# Den store vokalforskydning på engelsk
Den store vokalforskydning på engelsk (engelsk: Great Vowel Shift) var en række lydændringer, der påvirkede udtalen af lange vokaler på middelengelsk i perioden mellem Geoffrey Chaucer (1340-1400) og William Shakespeare (1564-1616). Lydændringerne er et velkendt eksempel på en såkaldt kædeforskydning (engelsk: chain shift), hvor den ene lydændring forårsager den næste, som forårsager den næste igen, i en række beslægtede lydskift.
Den store vokalforskydning kaldes også Tudor-vokalskiftet efter Huset Tudor, der i det 16. århundrede havde kongemagten fra Henrik 7. af England til Elizabeth 1. af England. Periodens sproglige afgrænsning er flydende.
Lydændringerne indebar, at lange vokaler hævede deres artikulationssted, og de højeste vokaler blev diftongeret i en såkaldt push chain, hvor /ɑː/ > /æː/ > /ɛː/ > /eː/ > /iː/ > /aɪ/ i de forreste vokaler, henholdsvis /ɔː/ > /oː/ > /uː/ > /aʊ/ i de bageste.:97 
Der er flere teorier om årsagen til og det nøjagtige forløb af den store vokalforskydning. De to klassiske teorier omtales som push chain og pull chain:
- Push chain (formuleret af tyskeren Karl Luick): de midterste vokaler /eː/ og /oː/ bliver gradvist mere lukkede og fortrænger /iː/ og /uː/, som bliver til diftongerne /aɪ/ og /aʊ/.
- Pull chain (formuleret af danskeren Otto Jespersen): de to mest lukkede vokaler, /iː/ og /uː/, bliver til diftongerne /aɪ/ og /aʊ/, og trækker i stedet de to midterste vokaler /eː/ og /oː/ ind i de mere ekstreme lukkede positioner.

Nyere teorier ser de to synspunkter som forenklede og antager flere mindre uafhængige lydændringskæder.
| Middelengelsk | Chaucer | Shakespeare | Moderne engelsk | Lydændring   | Dansk               |
| ------------- | ------- | ----------- | --------------- | ------------ | ------------------- |
| biten         | /biːtə/ | /bəit/      | bite /baɪt/     | iː > əi > ai | ’bide’              |
| bete          | /beːtə/ | /bīt/       | beet /bi(ː)t/   | eː > iː      | ’bede’ (rodfrugt)   |
| mete          | /mɛːt/  | /meːt/      | meat /mi(ː)t/   | ɛː > eː > iː | ’kød’               |
| bete          | /bæːt/  | /beːt/      | beat /bi(ːt)/   | æː > eː > iː | ’slå’               |
| name          | /naːmə/ | /næːm/      | name /neɪm/     | aː > æː > eɪ | ’navn’ (og ’nævne’) |
| hous          | /huːs/  | /həus/      | house /haʊs/    | uː > əu > aʊ | ’hus’               |
| boote         | /boːt/  | /buːt/      | boot /bu(ː)t/   | oː > uː      | ’støvle’            |
| boat          | /bɔːt/  | /boːt/      | boat /boʊt/     | ɔː > oː > oʊ | ’båd’               |

Ændringer efter 1700 betragtes ikke som en del af den store vokalforskydning. Udtalen er gengivet i Det internationale fonetiske alfabet (IPA):